# Liste des opéras de Joseph Haydn

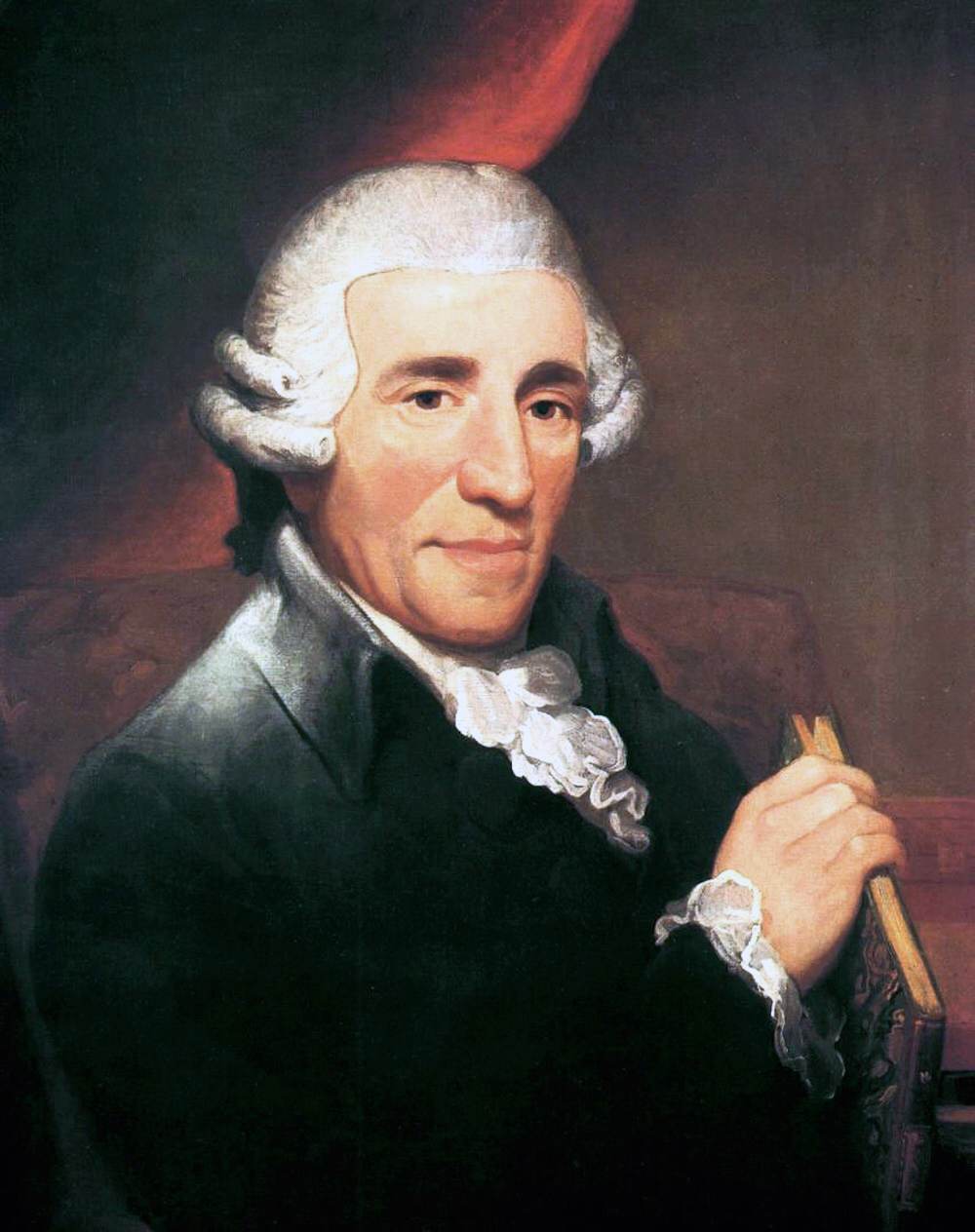
Joseph Haydn

Les opéras de Joseph Haydn sont des œuvres composées pour le divertissement du prince Esterhazy. Malgré leur richesse musicale, ces opéras ne peuvent rivaliser avec ceux de Mozart composés à la même époque. Ceci tient non seulement à la faiblesse des livrets, mais un génie créatif « plus tourné vers la tension des âmes que celle des situations ».

## Introduction
Excepté le dernier, tous les opéras de Joseph Haydn furent composés et représentés pour la Cour des Esterhazy pour laquelle le prince Nicolas avait fait construire une salle d'opéra de 400 places. Selon la tradition de l'époque, le livret est en italien. Ils disparaissent du répertoire pendant tout le XIXe siècle. C'est en décembre 1813 qu'eut lieu à Saint-Petersbourg la dernière représentation d'un opéra de Haydn avant que ne se manifestent au début du XXe siècle de timides reprises sous forme d'adaptation (Dresde 1895 avec l'adaptation en allemand de Lo Speziale). En 1959 enfin, Il mondo della luna est donné au festival d'Aix-en-Provence sous la forme authentique.

## Liste des opéras italiens
Les opéras italiens de Joseph Haydn contiennent assez peu d'effets théâtraux, mais présentent une grande richesse musicale. Ils étaient destinés (sauf le dernier) à être joués à la cour des Esterhazy, et seuls quelques-uns furent représentés ailleurs, mais en version allemande.
- Acide e Galatea (Acis et Galatée) création le 11/1/1763 à Eszterhaza - Hob XXVIII.1

Le livret est de Giovanni Migliavacca d'après Ovide. L'œuvre est du genre opera seria et traite de la légende d'Acis et Galatée. Il ne subsiste que l'ouverture et quatre airs de type da capo.
- La Canterina (La Chanteuse) création le 16/9/1766 à Eszterhaza - Hob XXVIII.2

Le livret (supposé de Domenico Macchia) est proche de l'intermezzo de l'opéra de Piccini L'Origile créé 6 ans plus tôt. Il s'inscrit dans la tradition de La serva padrona de Pergolèse. Selon la tradition de l'intermezzo, l'œuvre ne comporte pas d'ouverture. C'est un opéra bouffe en deux actes, à quatre personnages qui dure 45 minutes. Les deux actes se terminent chacun sur un quatuor vocal.
- Lo speziale (L'apothicaire) création en automne 1768 à Eszterhaza - Hob XXVIII.3

Le livret est adapté du dramma giocoso de Carlo Goldoni. Haydn ne conserve que les éléments bouffes et supprime trois des sept personnages de Goldoni. L'œuvre est incomplète, une partie de la partition du 3e acte ayant été perdue. Cet opéra est le premier de Haydn à avoir été joué à l'époque moderne (Dresde en 1895). De dimensions modestes, il est repris depuis régulièrement comme opéra de chambre. C'est une œuvre joyeuse avec des effets musicaux comiques.
- Le Pescatrici (Les Pêcheuses) création le 16/9/1770 à Eszterhaza - Hob XXVIII.4

Le livret est adapté d'un texte de Carlo Goldoni qui a inspiré d'autres compositeurs. Cette fois, Haydn conserve le caractère semi seria - semi bouffa de l'œuvre. Il manque quelques airs des deux premiers actes, recomposés en 1965 par Robbins Landon pour des représentations modernes de cet opéra à sept personnages (dont deux "sérieux") de dimension plus imposante que les précédents. Les ensembles (tri, quatuor, sextuor) prédominent sur les soli. Il marque une étape essentielle dans la chronologie des opéras de Haydn.
- L'Infedeltà delusa (L'Infidélité déjouée) création le 26/7/1773 à Eszterhaza - Hob XXVIII.5)

Le livret est dû à Marco Coltellini. L'élément bouffe reste prédominant. Le quintette d'introduction Belle sera est particulièrement célèbre. L'œuvre a été joué à l'occasion de la visite de l'impératrice Marie-Thérèse à Eszterháza. Il s'est également imposé à notre époque et reste l'opéra de Haydn le plus souvent repris.
- L'Incontro improvviso (La Rencontre imprévue) création le 29/8/1775 à Eszterhaza  - Hob XXVIII.6

Le livret est de Carl Friberth d'après une adaptation de l'opéra-comique de Gluck La Rencontre imprévue ou les Pèlerins de la Mecque. C'est une « turquerie » qui annonce L'Enlèvement au sérail de Mozart. L'opéra de vaste dimension est semi seria - semi bouffa, avec Son quest'occhi premier duo d'amour dans un opéra de Haydn. Il n'a été repris qu'en 1936.
- Il Mondo della luna (Le Monde de la lune) création le 3/8/1777 à Eszterazha - Hob XXVIII.7

Le livret est de Carlo Goldoni. La pièce est une comédie de situation du même genre que Così fan tutte, et l'élément bouffe est prédominant dans une atmosphère féerique. C'est dans cette œuvre que Haydn crée le seul emploi de castrat de toute sa production. Il faut noter aussi la réutilisation de l'ouverture dans la symphonie n°63 La Roxelane, et d'autres extraits dans la messe de Mariazell et les trios pour flûte, violon et violoncelle (HV:6-11).
 Le livret de Goldoni a également été mis en musique par Galuppi, Piccinni et Paisiello.
- La vera Costanza (La vraie Constance) création le 25 avril 1779 à Eszterhaza - Hob XXVIII.8

Le livret est de Francesco Puttini, déjà utilisé par Pasquale Anfossi. C'est un drama giocoso en trois actes. Le manuscrit ayant disparu dans l'incendie du théâtre d'Eszterhaza en 1779, Haydn en reconstruisit entièrement la partition pour la reprise en 1785. Cette œuvre eut à l'époque un grand succès puisqu'elle fut jouée à Eszterhaza 16 fois dans la première version et 21 fois dans la seconde. C'est le seul opéra d'Haydn qui fut donné à Paris (adaptation française sous le nom de Laurette en 1791) avant les représentations du XXe siècle.  Il faut retenir l'ouverture enchaînée à un sextuor remarquable et les finales en ensembles enchaînés, procédé que l'on retrouvera dans les œuvres de maturité de Mozart. La richesse du contenu musical en fait le premier opéra relevant du classicisme viennois à son apogée.
- L'isola disabitata (L'Île déserte) création le 6 décembre 1779 à Eszterhaza - Hob XXVIII.9

Le livret est de Métastase déjà utilisé par nombre de compositeurs, dont Niccolò Jommelli qui en a produit deux versions. Il se caractérise par l'absence de recitativo secco, et récitatifs et arias ont tendance à se fondre entre eux. Le ton est sérieux. Dans le quatuor final, Haydn choisit quatre instruments différents pour accompagner en soliste chaque interprète.
- La fedeltà premiata (La fidélité récompensée) création le 25 février 1781 à Eszterhaza - Hob XXVIII.10

Le livret est de Giambattista Lorenzi. C'est l'un des plus grands opéras de Haydn malgré un livret qui manque de cohérence. La musique s'impose par sa force et son originalité. L'ouverture est une pièce en 6/8 qui a été reprise par Haydn comme finale de la symphonie n° 73, La Chasse. La création eut lieu le 25 février 1781 à l'occasion de l'inauguration du nouveau théâtre d'Eszterhaza (le précédent ayant été détruit par un incendie). Il fut repris avec succès à Vienne en 1784 sous le titre Die belohnte Treue par la troupe de Schikaneder. Joseph II qui assistait à la représentation aurait dit « Il procède exactement comme Mozart ». La première représentation moderne eut lieu en 1970 au festival de Hollande.
- Orlando paladino (Roland paladin) création le 6 décembre 1782 à Eszterhaza - Hob XXVIII.11

L'œuvre originale est l'Orlando furioso de l'Arioste qui a déjà inspiré nombre de compositeurs: Lully, Vivaldi, Haendel. Le livret utilisé par Haydn est de Nunziato Porta. C'est le plus complexe et musicalement le plus varié des opéras de Haydn. Le plus grand selon beaucoup de mélomanes. . C'est d'ailleurs celui qui a été le plus représenté hors d'Esterhaza, mais toujours en allemand (Ritter Roland, Der wütende Roland) et non dans sa version originale italienne. Il a un contenu à la fois tragique, héroïque et comique, rendu possible par la diversité des personnages. Les finales sont particulièrement travaillés en enchaînement et progression du trio au septuor.
- Armida (Armide) création le 26 février 1784 à Eszterhaza - Hob XXVIII.12

L'origine littéraire du livret est La Jérusalem délivrée du Tasse et dont l'intrigue a déjà été utilisée par Monteverdi, Lully, Gluck, Bertoni et Haendel. Le livret utilisé par Haydn semble une compilation d'éléments divers, rassemblés vraisemblablement par Nunziato Porta. Il s'agit d'un opéra seria de vastes dimensions. Il connut 54 représentations à Eszterhaza.
- L'Anima del filosofo (L'Âme du philosophe) ou Orfeo ed Euridice composé en 1791 - Hob XXVIII.13

Le livret est de Carlo Francesco Badini. C'est un opera seria qui relate la légende d'Orphée telle qu'on la trouve chez Virgile. Il fut composé à Londres, mais ne connut sa première représentation scénique que le 9 juin 1951 à Florence sous le titre de L'anima del filosofo, ossia Orfeo ed Euridice, avec Maria Callas, Boris Christoff, Thyge Thygesen  et sous la direction d'Erich Kleiber. La partition a été reconstituée à partir de sources éparses avant qu'une copie complète soit retrouvée à Paris. Le rôle des chœurs, tantôt acteurs, tantôt témoins, est particulièrement important.

## Œuvres apparentées

### Comédie populaire
Der krumme Teufel (Le Diable boiteux (en)) (1753 - Hob:XXIXb1.a), comédie populaire composée pour l'acteur Kurz Bernardon qui eut beaucoup de succès à l'époque. L'œuvre est perdue.

### Opéras pour marionnettes ouSingspiel
- Philemon und Baucis (Philemon et Baucis) (1773 - Hob XXIXa.1), la première version est un opéra pour marionnettes créé en honneur de l'impératrice Marie-Thérèse. Pour la version singspiel, Haydn introduira de nombreux dialogues parlés entre les airs.
- Der Hexenschabbas (Le Sabbat des sorcières) (1773 - Hob XXIXa.2), œuvre perdue.
- Didone abbandonata (Didon abandonnée) (1776 - Hob XXIXa.3), sur un livret de Georg Philipp Bader, musique perdue.
- Die bestrafte Rachgier (La Vengeance punie) (1779 - Hob XXIXb.3), sur un livret de Georg Philipp Bader, musique perdue.
- Die Feuersbrunst (L'Incendie) (1775 - Hob XXIXb.A), d'authenticité douteuse.

## Discographie
Dans la foulée de son intégrale symphonique, Antal Dorati a enregistré les opéras de Joseph Haydn (Philips - 2 coffrets).